# Aspremontův letní palác
Aspremontův letní palác je jednopodlažní budova postavená v rokokovém slohu nacházející se v Medické zahradě v Bratislavě v ulici Špitálská 24. Řadí se mezi nejkrásnější bratislavské zahradní paláce. Objekt byl postaven v roce 1769 podle projektu architekta J. J. Thalherra z Fulneku.
Dnes zde sídlí děkanát lékařské fakulty Univerzity Komenského v Bratislavě